# Carcinoma papillare
Il  carcinoma papillare  in campo medico, è una forma di carcinoma che colpisce la mammella. Fra i tumori simili ricopre un 1-2% della casistica.

## Tipologia
Esistono due principali tipi, l'infiltrante e quella non infiltrante. La forma infiltrante è a volte considerata una evoluzione della seconda forma.

## Esami
Per una corretta diagnosi occorrono diversi esami:
- Mammografia
- Esame citologico
- Scintigrafia mammaria

## Sintomatologia
Caratteristico sintomo si riscontra a livello di perdita di sangue del capezzolo.

## Terapia
Il trattamento è di tipo chirurgico, vi si avvale della mastectomia.

## Prognosi
La prognosi è buona rispetto ad altre patologie simili